# تیاتیاننگ
تیاتیاننگ (به لاتین: Teyateyaneng) شهری در ناحیه برئا کشور لسوتو است. این شهر که نام خود را از دو رودخانه تِبِه-تِبِه و تِجا-تِجانا گرفته، در مرز لسوتو با آفریقای جنوبی قرار دارد و به رودخانه کالدون می‌ریزد. تیاتیاننگ در سرشماری سال ۲۰۰۵ جمعیتی برابر با ۷۵٬۱۱۵ نفر داشت.